# Сельское поселение Синьковское
Сельское поселение Синьковское — упразднённое муниципальное образование со статусом сельского поселения в Дмитровском районе Московской области Российской Федерации.

## Общие сведения
Образовано согласно Закону Московской области от 28 февраля 2005 года № 74/2005-ОЗ. Поселение было создано на базе Синьковского сельского округа (Синьковского сельсовета).
19 мая 2018 года упразднено с включением в состав новообразованного Дмитровского городского округа.
Административный центр — посёлок Новосиньково.
Адрес администрации: 141830, Московская область, Дмитровский район, посёлок Новосиньково, дом 63.

## География
Расположено на западе района. Граничит с Большерогачёвским и Куликовским сельскими поселениями, городскими поселениями Дмитров и Яхрома; городским поселением Солнечногорск и Смирновским сельским поселением Солнечногорского района. Площадь территории сельского поселения составляет 24 579 га (245,79 км²).

## Население
| 2006    | 2007    | 2008    | 2009    | 2010    | 2011    |
| ------- | ------- | ------- | ------- | ------- | ------- |
| 11 762  | ↘11 741 | ↗11 822 | ↗11 881 | ↗12 385 | ↗12 967 |
| 2012    | 2013    | 2014    | 2015    | 2016    | 2017    |
| →12 967 | ↗13 079 | ↘13 048 | ↘12 948 | ↘12 892 | ↘12 815 |
| 2018    |         |         |         |         |         |
| ↗12 860 |         |         |         |         |         |

## Состав
В состав сельского поселения вошли 64 населённых пункта упразднённых Бунятинского, Кульпинского и Синьковского сельских округов:
| Вид     | Наименование   | Население, чел. (2010) |
| ------- | -------------- | ---------------------- |
| деревня | Абрамцево      | 15                     |
| село    | Абрамцево      | 51                     |
| посёлок | Автополигон    | 1194                   |
| деревня | Алабуха        | 6                      |
| деревня | Аладьино       | 8                      |
| деревня | Арбузово       | 15                     |
| деревня | Ащерино        | 1                      |
| деревня | Бородино       | 10                     |
| деревня | Бунятино       | 793                    |
| село    | Ведерницы      | 8                      |
| деревня | Глухово        | 24                     |
| деревня | Головино       | 2                      |
| деревня | Голяди         | 3                      |
| деревня | Горицы         | 9                      |
| деревня | Горчаково      | 4                      |
| деревня | Демьяново      | 4                      |
| деревня | Дуброво        | 19                     |
| деревня | Дятлино        | 21                     |
| деревня | Карпово        | 31                     |
| деревня | Киндяково      | 2                      |
| деревня | Клусово        | 28                     |
| деревня | Коргашино      | 14                     |
| деревня | Космынка       | 8                      |
| деревня | Костино        | 10                     |
| деревня | Костюнино      | 1                      |
| деревня | Кульпино       | 80                     |
| деревня | Курьково       | 18                     |
| деревня | Лишенино       | 0                      |
| деревня | Лукьяново      | 0                      |
| деревня | Лучинское      | 132                    |
| деревня | Малое Насоново | 8                      |
| деревня | Малое Телешово | 0                      |
| деревня | Малыгино       | 0                      |
| деревня | Матвейково     | 9                      |
| деревня | Микляево       | 21                     |
| деревня | Мисиново       | 9                      |
| деревня | Мотовилово     | 0                      |
| деревня | Насоново       | 13                     |
| деревня | Нестерово      | 3                      |
| деревня | Нестерцево     | 0                      |
| деревня | Новосёлки      | 19                     |
| посёлок | Новосиньково   | 8073                   |
| деревня | Пешково        | 3                      |
| деревня | Подвязново     | 52                     |
| деревня | Подсосенье     | 0                      |
| деревня | Поповское      | 7                      |
| деревня | Пулиха         | 0                      |
| деревня | Савельево      | 145                    |
| деревня | Садниково      | 7                      |
| деревня | Сальково       | 1                      |
| деревня | Селиваново     | 4                      |
| село    | Семёновское    | 923                    |
| село    | Синьково       | 261                    |
| посёлок | СУ-847         | 47                     |
| деревня | Телешово       | 71                     |
| село    | Турбичево      | 99                     |
| деревня | Тютьково       | 1                      |
| деревня | Хвостово       | 31                     |
| деревня | Черны          | 0                      |
| деревня | Шулепниково    | 6                      |
| деревня | Шульгино       | 14                     |
| деревня | Эскино         | 0                      |
| деревня | Юркино         | 0                      |
| деревня | Юрьево         | 47                     |